# Kirche der wahren orthodoxen Christen Griechenlands (Chrysostomos-Synode)

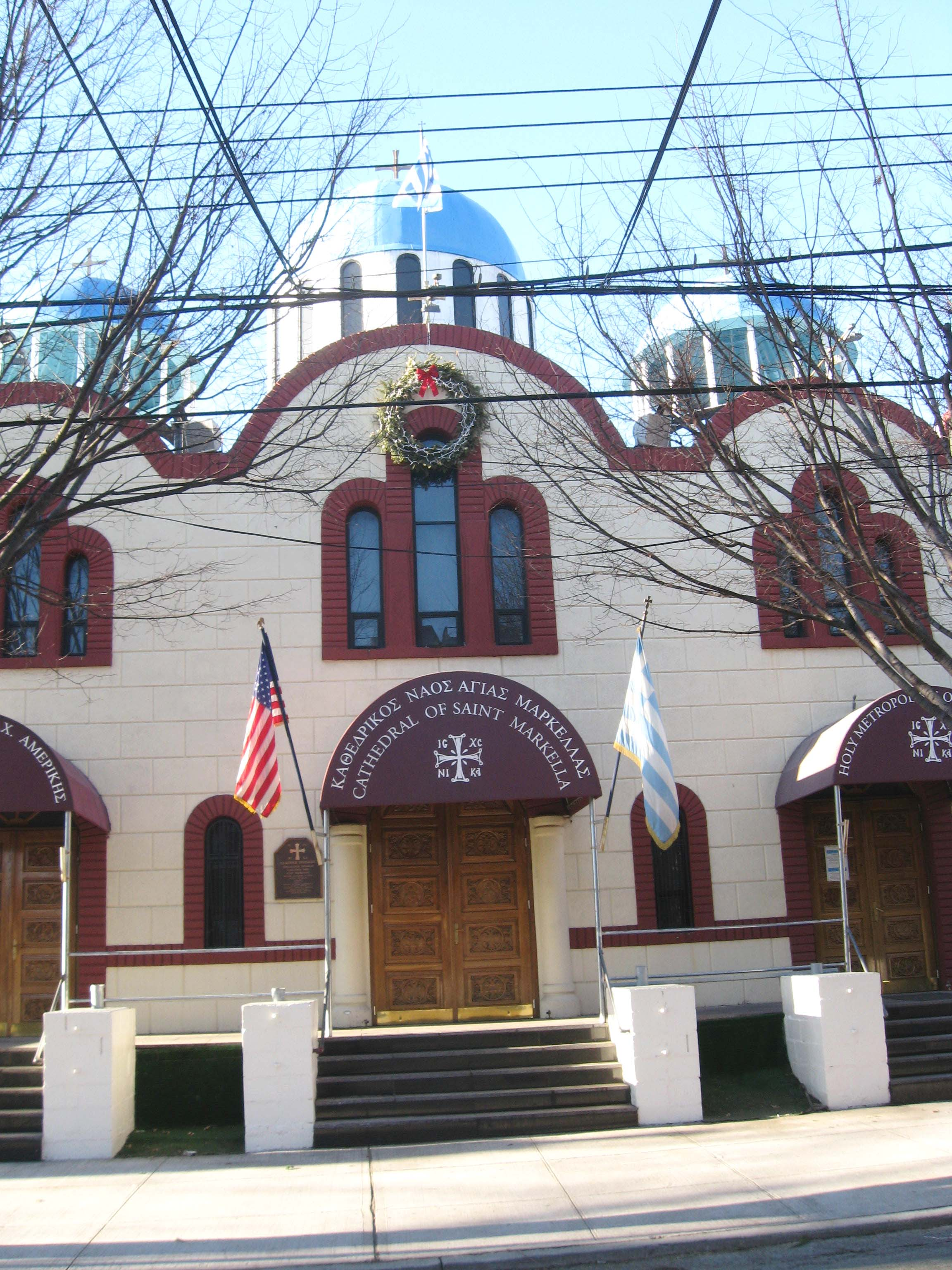
Kirche St. Marcellus in Queens, USA

Die Kirche der wahren Christen Griechenlands (Chrysostomos-Synode) (griechisch Ἐκκλησία τῶν Γνησίων Ὀρθοδόξων Χριστιανῶν Ἑλλάδος) ist die größte altkalendarische orthodoxe Kirche in Griechenland. Sie hat Gemeinden in vielen anderen Ländern, wird jedoch von den meisten orthodoxen Kirchen nicht anerkannt.

## Strukturen

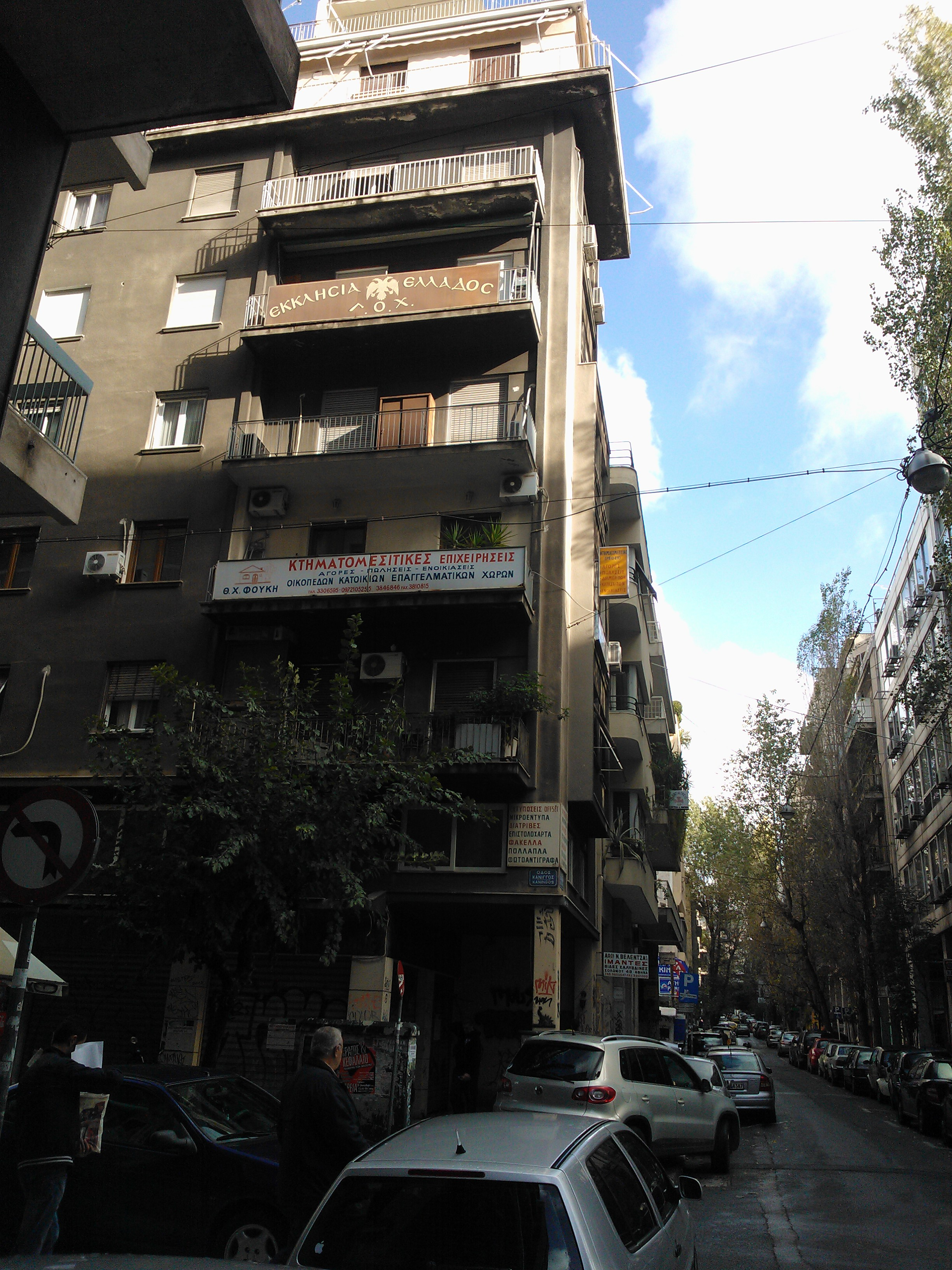
Sitz der Kirche der wahren Christen Griechenlands in Athen

Die Kirche ist in 12 Metropolien in Griechenland und drei Diözesen in Europa, Amerika und Australien organisiert. Zu ihr gehören 355 Kirchen und Gemeinden und 128 Klöster, sie unterhält sechs Ausbildungsstätten und gibt sechs Zeitschriften heraus.
Die Kirche der wahren Christen Griechenlands (Chrysostomos-Synode) steht in Kirchengemeinschaft mit der Orthodoxen Altkalendarischen Kirche Rumäniens, der Bulgarischen Orthodoxen Altkalendarischen Kirche und der Russischen Orthodoxen Kirche im Ausland (unter Agathangelos).

## Geschichte

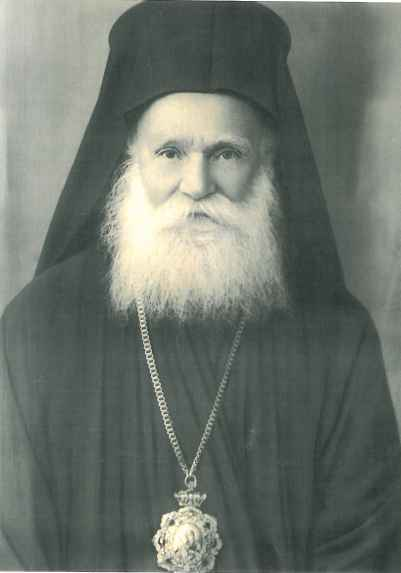
Metropolit Chrysostomos Kavuridis

1924 führte die orthodoxe Kirche von Griechenland den Neujulianischen Kalender ein. Es entstand darauf die Gesellschaft der Kirche der wahren orthodoxen Christen Griechenlands, die die Reform ablehnte und den alten Julianischen Kalender beibehielt.
1935 schlossen sich Metropolit Chrysostomos Kavouridis von Florina und zwei weitere Metropoliten der Bewegung an. Sie weihten vier Bischöfe und schufen damit die kirchenrechtliche Grundlage für eine eigene Kirche (apostolische Sukzession). Daraufhin wurden die drei Metropoliten von der orthodoxen Kirche zu fünf Jahren Klosterhaft verurteilt. Nach dem Machtantritt von König Georg II. kamen sie nach fünf Monaten wieder frei.
1937 baten Metropolit Chrysostomos und weitere Bischöfe um Wiederaufnahme in die orthodoxe Kirche und erklärten die Anerkennung aller Sakramente der orthodoxen Kirche. Die Wiederaufnahme wurde verweigert. Es spaltete sich eine eigene Kirche der wahren orthodoxen Christen unter Bischof Matthaios ab, die diese Annäherungsbestrebungen ablehnte.
1946 schlossen sich zwei weitere orthodoxe Bischöfe der Chrysostomos-Kirche an. 
1955 starb Metropolit Chrysostomos, die Kirche hatte keinen kanonisch geweihten Bischof mehr. Zur Kirche gehörten damals etwa 800.000 bis 1.000.000 Gläubige.
1969 erkannte die Russische Orthodoxe Kirche im Ausland die Kirche der wahren Christen Griechenlands an und trat in Kirchengemeinschaft mit ihr. Mit  ihrer Hilfe konnten neue Bischöfe geweiht werden, die formal den kanonischen Vorschriften entsprachen.
1979 wurden die Metropoliten Kallistos von Korinth und Antonius von Megara ihrer Ämter enthoben, weil sie neukalendarische Priester ohne neue Weihe in ihren Diözesen aufgenommen hatten. Sie bildeten die Synode im Widerstand als neue eigene Kirche.
1985 verließ Erzbischof Auxentios nach 22 Jahren als Leiter die Kirche und schuf eine eigene Kirche. Ebenso löste sich die Metropolie von Westeuropa und wurde unabhängig.
1995 entstand eine weitere neue Kirche unter Metropolit Kallinikos.
2007 löste die Russische Orthodoxe Kirche im Ausland die Kirchengemeinschaft wieder auf, um mit der Russisch-Orthodoxen Kirche zusammengehen zu können.
2014 schloss sich die Griechische Orthodoxe Kirche – Synode im Widerstand wieder der Kirche der wahren orthodoxen Christen Griechenlands (Chrysostomos-Synode) an. Seit 2015 gibt es Gespräche über eine Wiedervereinigung mit der Kirche der wahren orthodoxen Christen Griechenlands (Matthaios-Synode).